# Dekanat Malbork I
Dekanat Malbork I – jeden z 20 dekanatów w rzymskokatolickiej diecezji elbląskiej.

## Parafie
W skład dekanatu wchodzi 11 parafii:
- Parafia św. Mikołaja – Dąbrówka Malborska
- Parafia św. Marii Magdaleny – Kalwa
- Parafia św. Mikołaja – Królewo
- Parafia bł. 108 Męczenników Polskich – Malbork
- Parafia MB Nieustającej Pomocy – Malbork
- Parafia Miłosierdzia Bożego – Malbork
- Parafia św. Jana Chrzciciela – Malbork
- Parafia św. Urszuli Ledóchowskiej – Malbork
- Parafia Zesłania Ducha Świętego – Malbork
- Parafia św. Barbary – Stare Pole-Krzyżanowo
- Parafia św. Jana Chrzciciela – Żuławka Sztumska

## Historia
Po II wojnie światowej parafie w Malborku, Krzyżanowie, Żuławce Sztumskiej, Kalwie, Dąbrówce Malborskiej i Królewie należały do dekanatu elbląskiego i malborskiego, z siedzibą urzędu dziekańskiego w Elblągu w diecezji warmińskiej. W 1945 roku w Malborku istniały parafie: św. Jana Chrzciciela i świętego Jerzego (Matki Bożej Nieustającej Pomocy). W 1957 roku na terenie diecezji warmińskiej dokonano nowego podziału dekanalnego. Wówczas zmieniono nazwę dekanatu na elbląsko - malborski. 1 września 1964 biskup warmiński Tomasz Wilczyński wydał dekret o utworzeniu dekanatu Sztum - Malbork. W skład dekanatu weszły parafie:
- parafia św. Anny w Sztumie
- parafia św. Szymona i św. Judy Tadeusza w Starym Targu
- parafia Najświętszego Serca Pana Jezusa w Benowie
- parafia św. Antoniego Padewskiego w Mikołajkach Pomorskich
- parafia św. Michała Archanioła w Postolinie
- parafia Świętej Rodziny w Ryjewie
- parafia św. Jana Chrzciciela w Malborku
- parafia Matki Bożej Nieustającej Pomocy w Malborku
- parafia św. Jana Chrzciciela w Żuławce Sztumskiej
- parafia św. Mikołaja w Dąbrówce Malborskiej
- Parafia św. Mikołaja w Królewie
- parafia św. Barbary w Starym Polu

W 1970 roku utworzono odrębne dekanaty: Sztum i Malbork. 25 marca 1992 dekanat Malbork został włączony do nowo utworzonej diecezji elbląskiej. W 1992 roku powstał dekanat Malbork I, gdyż do diecezji elbląskiej włączono także dekanat malborski (Dekanat Malbork II) funkcjonujący dotąd w granicach diecezji gdańskiej. W skład dekanatu Malbork I w 1992 roku wchodziły parafie:
- parafia św. Mikołaja – Dąbrówka Malborska
- parafia św. Marii Magdaleny – Kalwa
- parafia św. Mikołaja – Królewo
- parafia Matki Bożej Nieustającej Pomocy – Malbork
- parafia św. Jana Chrzciciela – Malbork
- parafia św. Urszuli Ledóchowskiej – Malbork, erygowana w 1989 roku
- parafia św. Barbary – Stare Pole-Krzyżanowo
- parafia św. Jana Chrzciciela – Żuławka Sztumska

W 1993 roku biskup elbląski Andrzej Śliwiński erygował w Malborku parafie: Miłosierdzia Bożego, w 1998 roku Zesłania Ducha Świętego, w 2000 roku bł. 108 Męczenników Polskich.

## Dziekani malborsko - sztumscy
- 1964–1970 - ks. Feliks Sawicki, proboszcz parafii Matki Bożej Nieustającej Pomocy w Malborku

## Dziekani malborscy
- 1970–1983 - ks. Feliks Sawicki, proboszcz parafii Matki Bożej Nieustającej Pomocy w Malborku
- 1983–2009 - ks. prałat Jan Żołnierkiewicz, proboszcz parafii Matki Bożej Nieustającej Pomocy w Malborku
- od 2009 - ks. Arkadiusz Śnigier, proboszcz parafii Matki Bożej Nieustającej Pomocy w Malborku

## Sąsiednie dekanaty
Dzierzgoń, Elbląg – Południe, Malbork II, Nowy Staw, Sztum